# Heterochelus lituratus
Heterochelus lituratus är en skalbaggsart som beskrevs av Hermann Burmeister 1844. Heterochelus lituratus ingår i släktet Heterochelus och familjen Melolonthidae. Inga underarter finns listade i Catalogue of Life.